# Efferia fulvibarbis
Efferia fulvibarbis är en tvåvingeart som först beskrevs av Macquart 1848.  Efferia fulvibarbis ingår i släktet Efferia och familjen rovflugor.
Artens utbredningsområde är Haiti. Inga underarter finns listade i Catalogue of Life.